# Мікейла Шиффрін
Мікейла Шиффрін (англ. Mikaela Shiffrin, 13 березня 1995) — американська гірськолижниця, дворазова олімпійська чемпіонка, шеститириразова чемпіонка світу. Багаторазова переможниця етапів Кубку світу, входить в трійку найуспішніших жінок за кількостю перемог.
Мікейла спеціалізується на технічних дисциплінах гірськолижного спорту: слаломі та гігантському слаломі. Золоту олімпійську медаль та звання олімпійської чемпіони вона виборола на Іграх 2014 року в Сочі в спеціальному слаломі у віці 18 років, ставши наймолодшою олімпійською чемпіонкою в гірськолижному спорті в історії.
Чемпіонкою світу в слаломі Мікейла стала ще молодшою — на чемпіонаті світу 2013 року в Шладмінзі. Вона виграла також змагання зі слалому на чемпіонатах світу 2015 та 2017 років, що разом з олімпійською золотою медаллю дає підстави назвати її у віці 21 рік найкращою слаломісткою усіх часів.
Другу свою золоту олімпійську медаль Шиффрін завоювала на Пхьончханській олімпіаді 2018 року в гігантському слаломі.

## Виноски
1. ↑  В українських засобах масової інформації ім'я спортсменки часто подається в «європейській» вимові: Мікаела